# Steven Sessegnon
Pour les articles homonymes, voir Sessegnon.
Steven Sessegnon, né le 18 mai 2000 à Roehampton, est un footballeur anglais qui évolue au poste de défenseur à Wigan Athletic.
Il est le frère jumeau de Ryan Sessegnon.

## Biographie

### En club
Le 8 août 2017, il fait ses débuts avec le Fulham FC lors d'un match de la Coupe de la Ligue contre les Wycombe Wanderers.
Le 8 septembre 2020, il est prêté pour une saison à Bristol City.

### En sélection
Avec les moins de 17 ans, il participe à la Coupe du monde des moins de 17 ans en 2017. Lors du mondial junior organisé en Inde, il joue cinq matchs. Il délivre cinq passes décisives lors de ce tournoi : deux face à l'Irak en phase de groupe, une face au Brésil en demi, et enfin une dernière lors de la finale remportée face à l'Espagne.

## Statistiques
| Saison                | Club                  | Championnat           | Championnat | Championnat | Coupe nationale | Coupe nationale | Coupe de la Ligue | Coupe de la Ligue | Total | Total |
| Saison                | Club                  | Division              | M.          | B.          | M.              | B.              | M.                | B.                | M.    | B.    |
| 2017-2018             | Fulham FC             | Championship          | -           | -           | -               | -               | 2                 | 0                 | 2     | 0     |
| 2018-2019             | Fulham FC             | Premier League        | -           | -           | -               | -               | 2                 | 0                 | 2     | 0     |
| 2019-2020             | Fulham FC             | Championship          | 14          | 0           | 1               | 0               | -                 | -                 | 15    | 0     |
| Sous-total            | Sous-total            | Sous-total            | 14          | 0           | 1               | 0               | 4                 | 0                 | 19    | 0     |
| 2020-2021             | Bristol City (prêt)   | Championship          | 2           | 0           | -               | -               | 2                 | 0                 | 4     | 0     |
| Sous-total            | Sous-total            | Sous-total            | 2           | 0           | -               | -               | 2                 | 0                 | 4     | 0     |
| Total sur la carrière | Total sur la carrière | Total sur la carrière | 16          | 0           | 1               | 0               | 6                 | 0                 | 23    | 0     |

## Palmarès

### En sélection
- Vainqueur de la Coupe du monde des moins de 17 ans en 2017.